# Пенджабські індуїсти
Пенджабські індуїсти — прихильники індуїзму, які етнічно, лінгвістично, культурно та генеалогічно ідентифікують себе як пенджабці та є вихідцями з регіону Пенджаб на Індійському субконтиненті. Пенджабські індуїсти є третьою за чисельністю релігійною групою пенджабської громади після пенджабських мусульман і пенджабських сикхів. У той час як пенджабські індуїсти населяють переважно індійський штат Пенджаб, а також Хар'яну, Хімачал-Прадеш, Делі та Чандігарх сьогодні, багато з них мають походження з великого регіону Пенджаб, який був розділений між Індією та Пакистаном у 1947 році.

## Історія

### Стародавній час

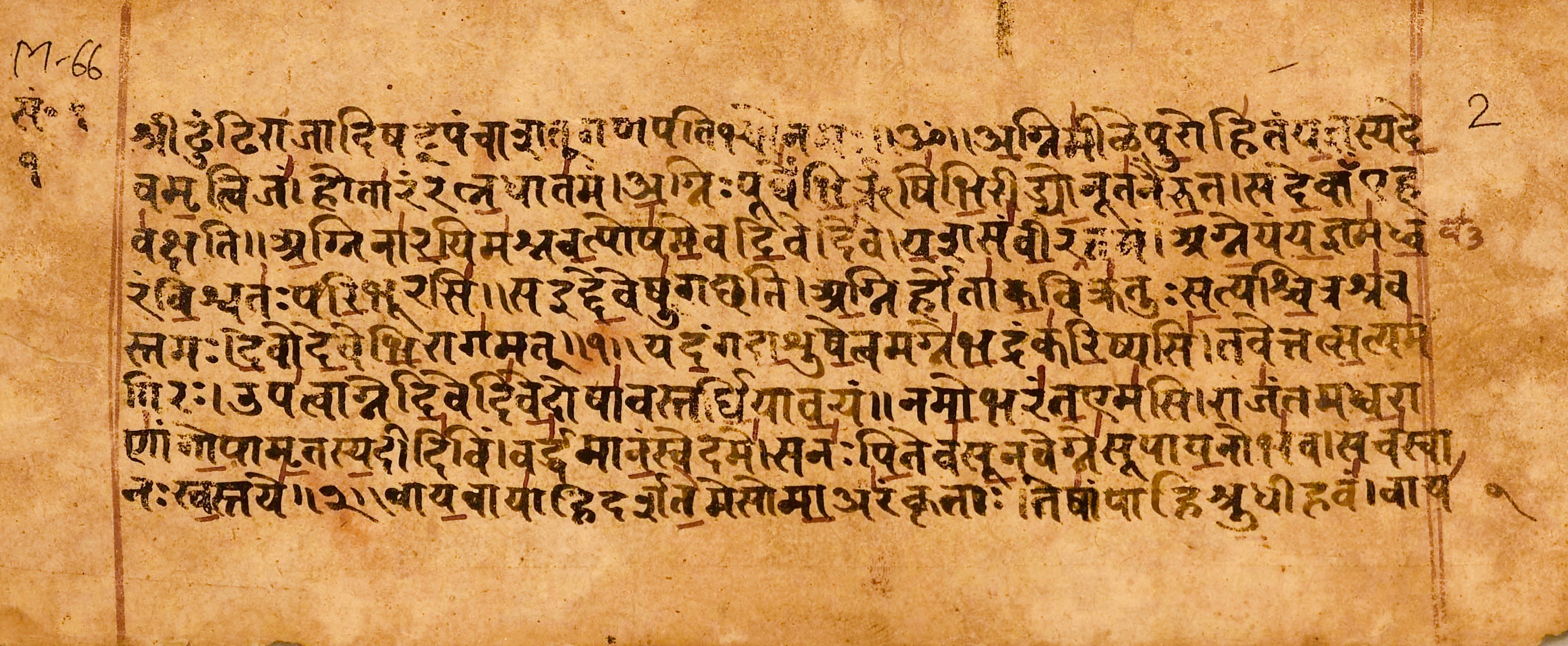
Ригведа є найдавнішим ведичним санскритським індуїстським текстом, який виник у північно-західному регіоні Пенджабу.

Індуїзм є найдавнішою зареєстрованою релігією пенджабців. Історична ведична релігія ведичного періоду (1500—500 рр. до н. е.) склала релігійні ідеї та практики в Пенджабі та зосереджувалася переважно на поклонінні Індрі, індуїстському богу неба та блискавки. Ведичні племена просунулися далі на схід у північній долині Інду та до доабу Ганг-Ямуна протягом пізнього ведичного періоду, і брахманізм розвинувся з ведичних джерел у районі Курукшетра. Релігія ведичного періоду є одним із попередників індуїзму, і ведичний період закінчився, коли індуїстський синтез розвинувся в результаті взаємодії між брахманізмом, сраманізмом і місцевими релігіями.
Основна частина Рігведи була складена в регіоні Пенджаб приблизно між 1500 і 1200 рр. до н. Стародавня індійська книга законів під назвою Ману-Смріті, розроблена індуїстськими священиками-брахманами, сформувала релігійне життя Пенджабі з 200 року до нашої ери.

### Британська колоніальна епоха

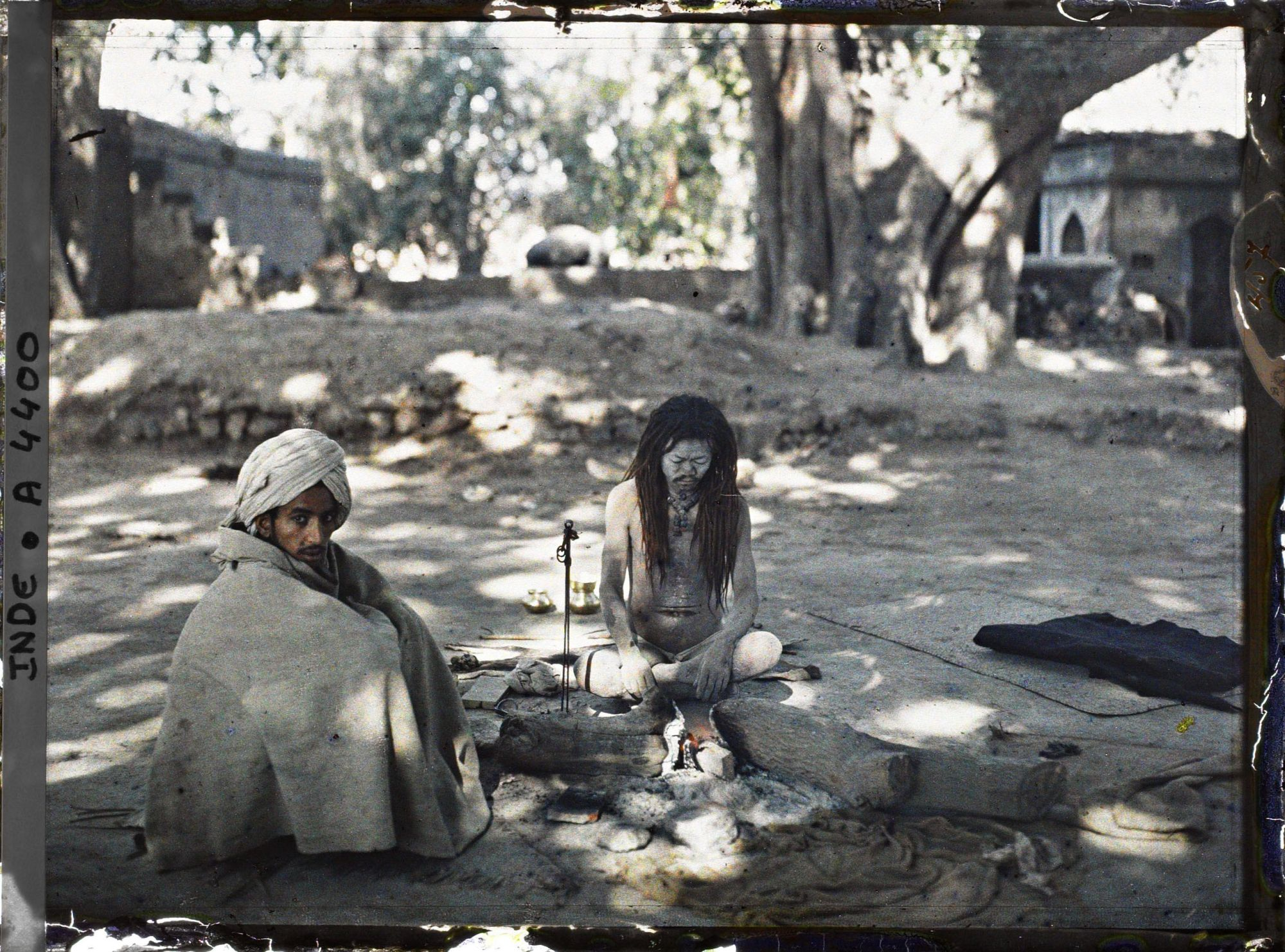
Кольорова фотографія садху та напарника, які сидять під великим деревом у Лахорі, Індія в 1914 році, зроблена Стефаном Пассетом

Видатні індійські націоналісти з Пенджабу, такі як Лала Ладжпат Рай, належали до Ар'я Самадж. Ар'я Самадж — індуїстська реформістська секта, що активно поширювала своє послання в Пенджабі. На початку ХХ століття Самадж та організації, натхненні нею, такі як Джат Пат Тодак Мандал, вели активну кампанію проти кастової дискримінації. Інша діяльність, в якій брав участь самадж, включала кампанії за прийняття повторного шлюбу вдови та освіту жінок.
Під час колоніальної ери практика релігійного синкретизму серед пенджабських індуїстів і пенджабських мусульман була помічена та задокументована офіційними особами у звітах про перепис населення:

### 1947 Розділ
Приблизно 3 мільйони пенджабських індуїстів мігрували із Західного Пенджабу та Північно-Західної прикордонної провінції (сучасний Пакистан) до Східного Пенджабу та Делі (сучасна Індія) під час поділу.
Це призвело до розколу колишньої британської провінції Пенджаб між домініонами Індія та домініонами Пакистан. Переважно мусульманська західна частина провінції стала пакистанською провінцією Пенджаб; східна частина, переважно сикхи та індуїсти, стала індійським штатом Східний Пенджаб (пізніше розділений на нові штати Пенджаб, Хар'яна та Хімачал-Прадеш). Багато індуїстів і сикхів жили на заході, і багато мусульман жили на сході, і побоювання всіх цих меншин були настільки великими, що розділ бачив багато переміщених людей і багато міжобщинного насильства. Дехто описав насильство в Пенджабі як карний геноцид.
Новостворені уряди не передбачали двосторонньої міграції такого приголомшливого масштабу та були абсолютно не підготовлені для неї, і масове насильство та бійня сталися по обидва боки нового індійсько-пакистанського кордону. Оцінки кількості смертей різняться: за низькими оцінками — 200 000, за високими — 2 000 000. Встановлено, що найгірший випадок насильства з усіх регіонів стався в Пенджабі.

### Пенджабі Суба і трифуркація Пенджабу
Після поділу сикхські лідери та політичні партії вимагали «Пенджабі Суба» (провінція Пенджабі), де мова Пенджабі, написана письмом Гурумухі, була б мовою штату в Північній Індії.
За ініціативою Ар'я Самаджа багато пенджабських індуїстів у сучасних Амбалі, Уні та Сірсі в переписах населення 1951 і 1961 років вказали своєю рідною мовою гінді. Деякі райони колишнього штату Східний Пенджаб, де більшість становили індуїсти, які розмовляли гінді, харьянві та західні пахарі, стали частиною новостворених штатів Хар'яна та Гімачал-Прадеш, де гінді було оголошено державною мовою. Це було на відміну від переважно пенджабімовних місцевих жителів у деяких регіонах новостворених штатів. Прямий результат поділу Східного Пенджабу на три штати зробив Пенджаб штатом Індії, де більшість становлять сикхи. Сьогодні пенджабські індуїсти складають приблизно 38,5 % населення нинішнього штату Пенджаб в Індії.

## Демографія

### Індія

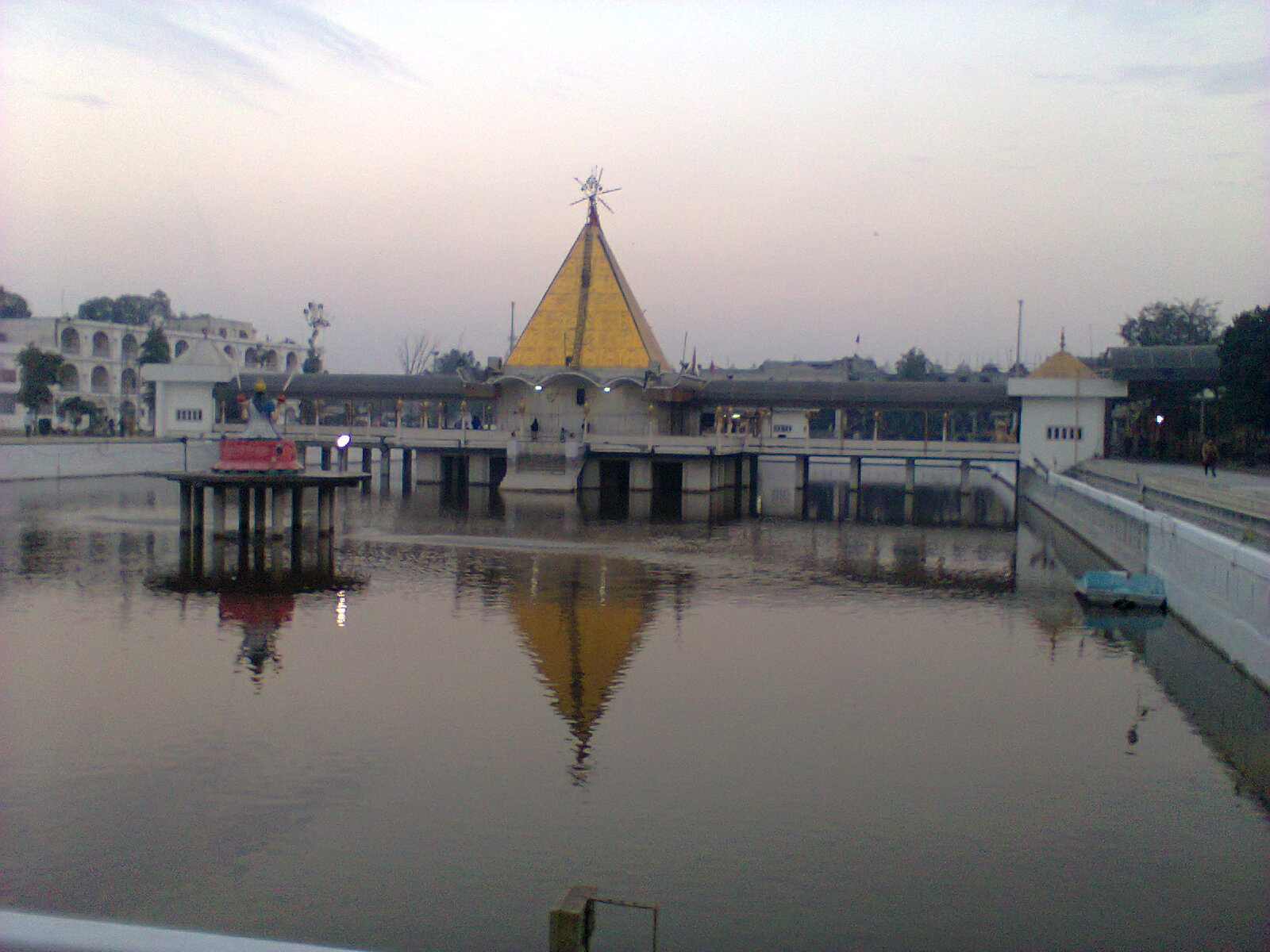
Деві Талаб Мандір в Джаландарі, Пенджаб, Індія.

В індійському штаті Пенджаб пенджабські індуїсти складають приблизно 38,5 % населення штату; нараховує 10,7 мільйонів і є більшістю в регіоні Доаба. Пенджабські індуїсти становлять більшість у п'яти округах Пенджабу, а саме: Патанкот, Джаландхар, Хошіарпур, Фазілка та Шахід Бхагат Сінгх Нагар.
Під час поділу 1947 року багато індуїстів із Західного Пенджабу та Північно-Західної прикордонної провінції оселилися в Делі. За оцінками 1991 та 2015 років, пенджабські індуїсти становлять приблизно 24-35 % населення Делі; За даними офіційного перепису населення 2011 року із загальної кількості населення в 16,8 мільйонів це становить від 4 до 5,9 мільйонів людей.
Пенджабські індуїсти складають приблизно від 8 до 10 відсотків населення Хар'яни і дуже впливові на державну політику. Згідно з даними офіційного перепису 2011 року із загальної кількості населення в 25,4 мільйона це становить від 2,03 до 2,54 мільйона осіб.

### Пакистан

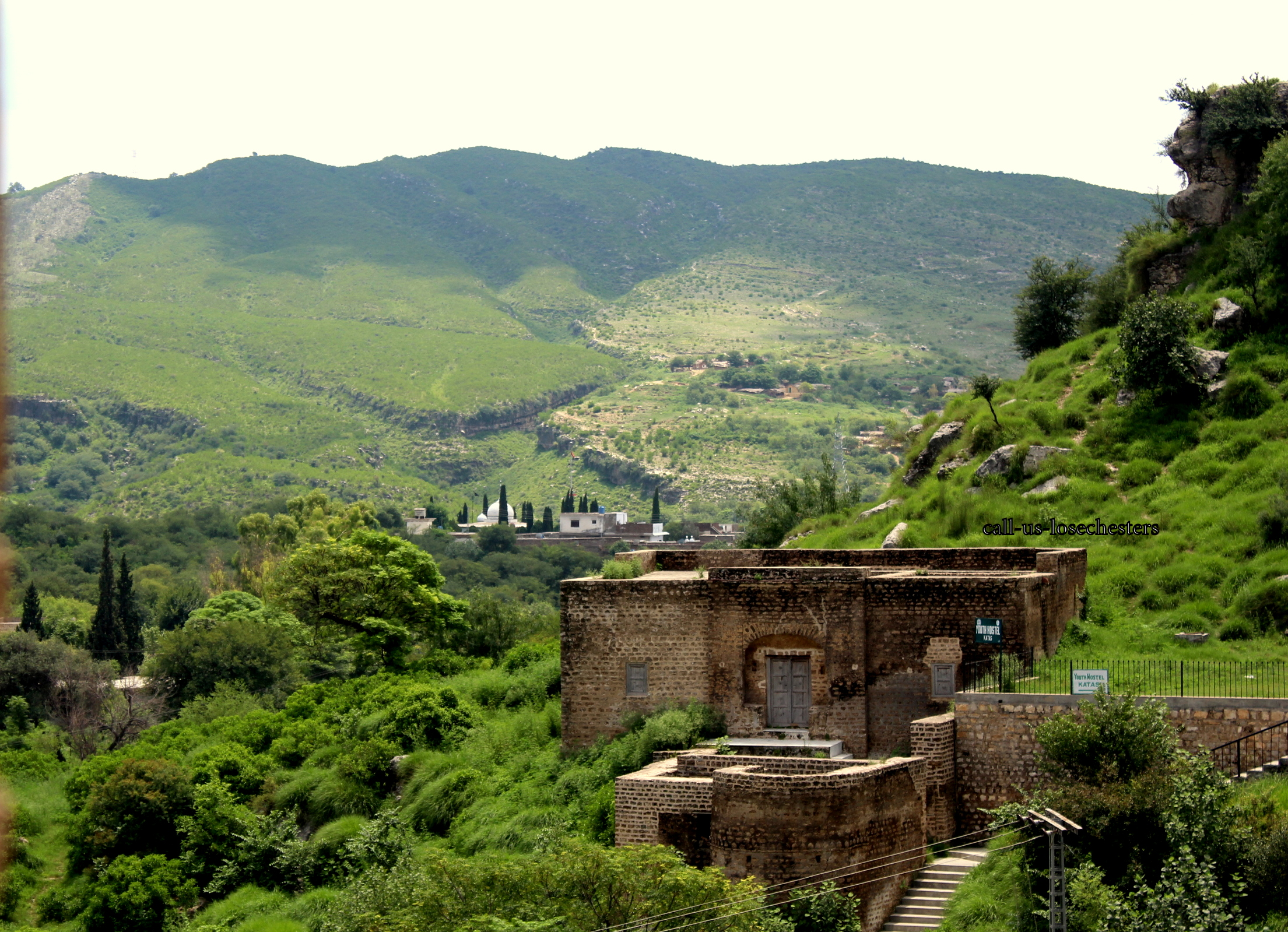
Храми Катас Радж в районі Чаквал, Пенджаб, Пакистан.

Після великомасштабного відтоку, який стався під час поділу 1947 року, сьогодні в Пакистані залишається невелика пенджабська індуїстська громада. За переписом 2017 року, в провінції Пенджаб проживає близько 200 000 індуїстів, що становить приблизно 0,2 % від загальної кількості населення. Значна частина громади проживає переважно в сільських районах Південного Пенджабу Рахім Яр Хан і Бахавалпур, де вони складають 3,12 % і 1,12 % населення, тоді як решта зосереджена в міських центрах, таких як Лахор. У 2006 році останній діючий індуїстський храм у Лахорі, який колись був культурною столицею пенджабських індусів, було зруйновано, щоб звільнити місце для багатоповерхової комерційної будівлі, і таким чином тисячолітня історія індуїстів у Лахорі завершилася.

### Діаспора
Великі громади діаспори існують у багатьох країнах, включаючи Канаду, країни Перської затоки, Австралію, Сполучені Штати та Великобританію .

## Культура і релігія

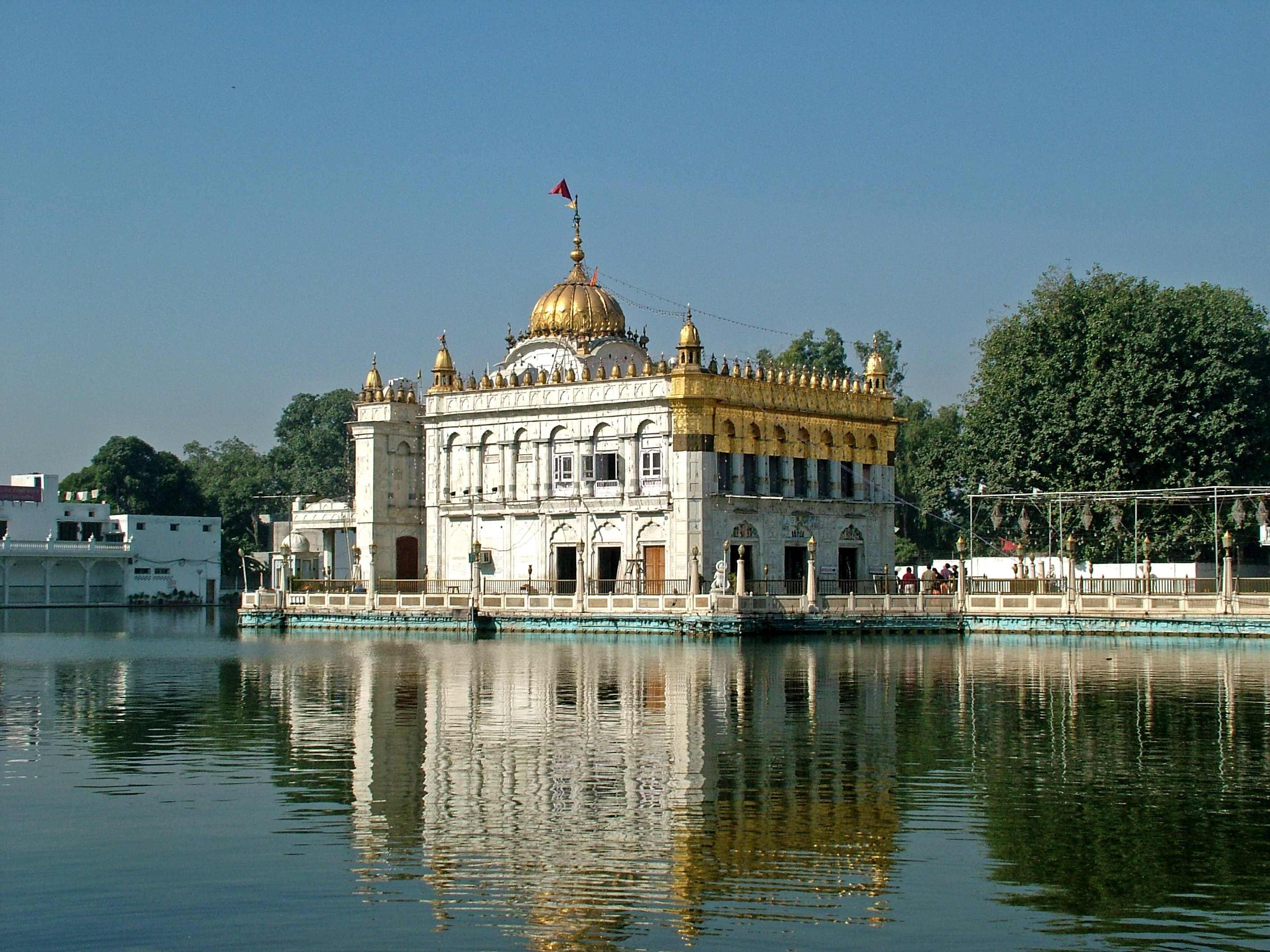
Храм Дургіана в Амрітсарі, Пенджаб, Індія.

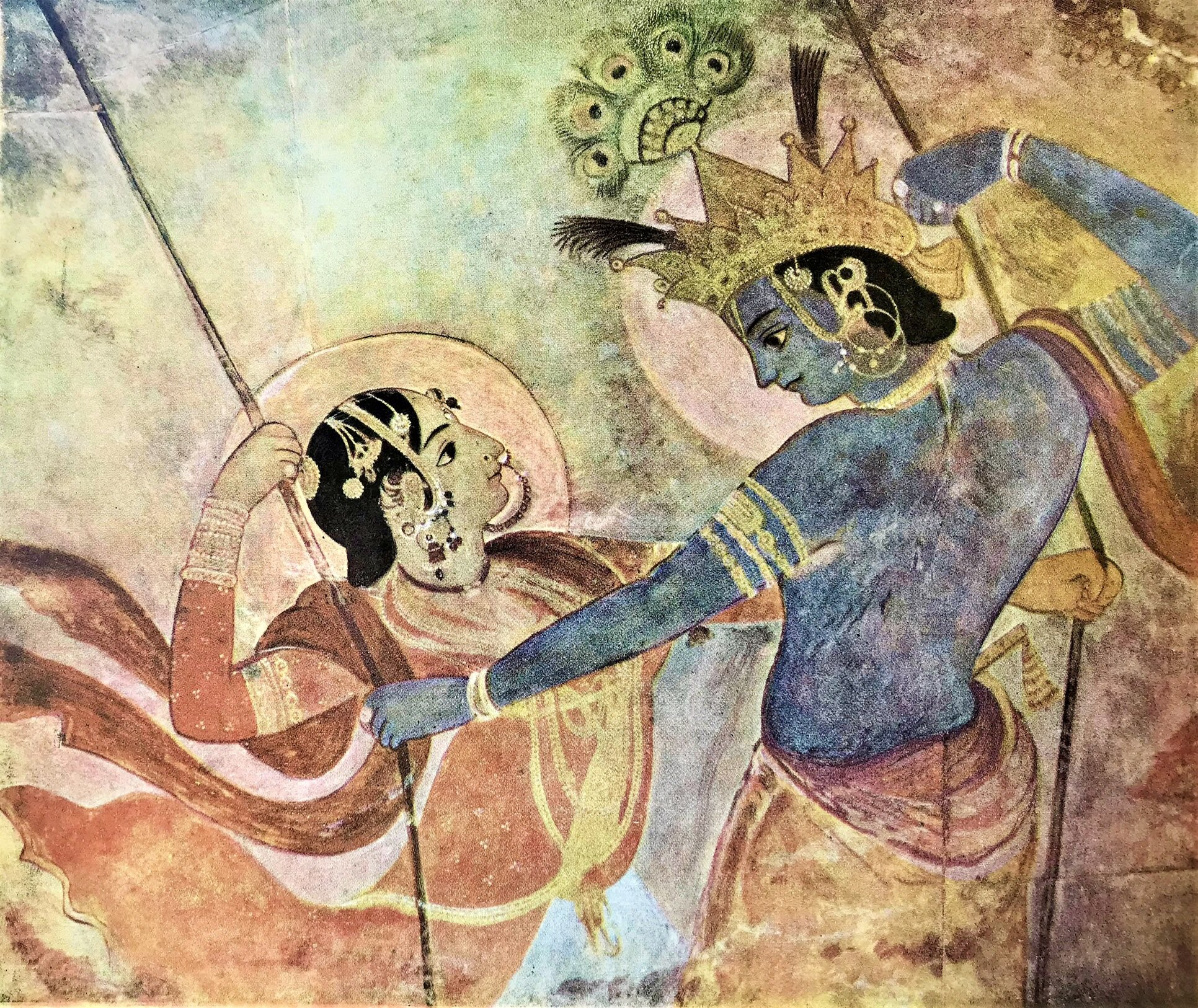
Фреска Радха Крішна, написана на початку 19 століття на стінах Майянатха Тхакурдвара в Катра Дуло, Амрітсар, Пенджаб

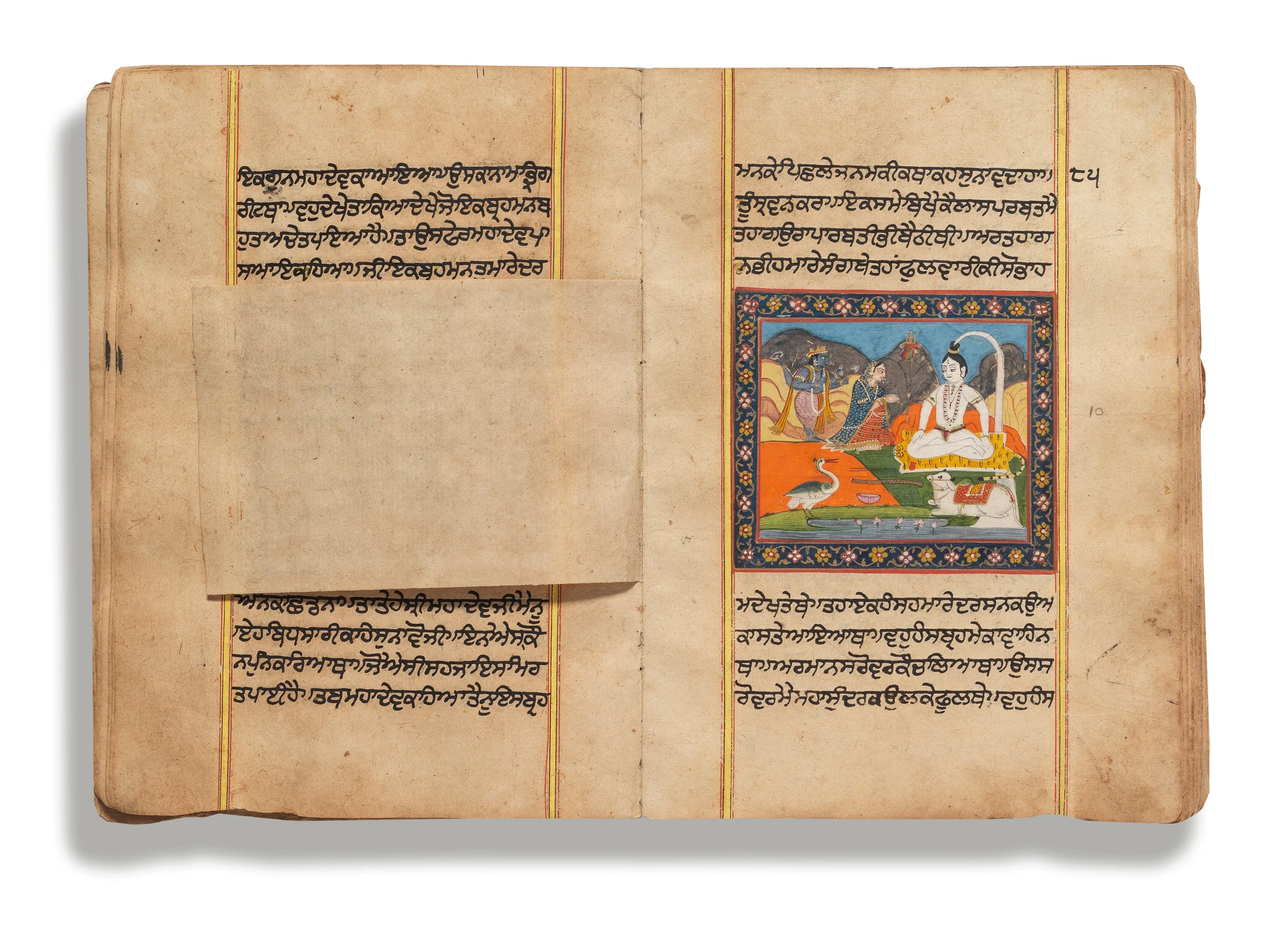
Індуїстський ілюстрований рукопис, написаний шрифтом гурмукхі з малюнками всередині

Як і в багатьох інших частинах Індії, індуїзм у Пенджабі адаптувався з часом і став синтезом культури та історії.

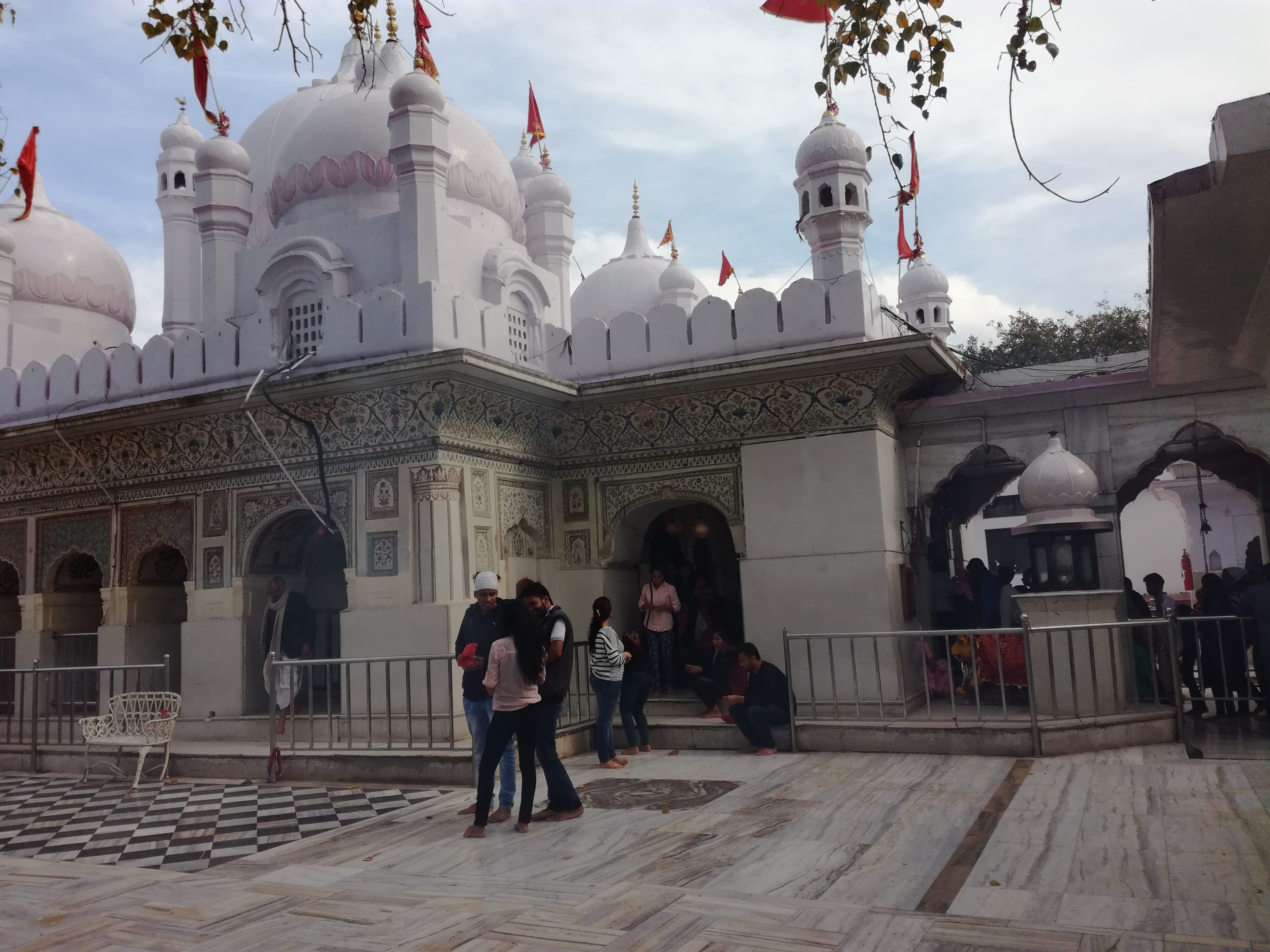
Мата Манса Деві Мандір, Панчкула

Оскільки індуїсти вірять, що дхарма є універсальною та розвивається з часом, багато індуїстів також цінують інші духовні шляхи та релігійні традиції. Вони вірять, що будь-які традиції, які однаково здатні виховувати Атман, слід приймати та викладати. Сам індуїзм заохочує будь-яку істоту досягти власної самореалізації власним унікальним шляхом або через Бхагавана, або через інші засоби відданості та медитації.
Пенджабські індуїсти продовжують неоднорідні релігійні практики в духовній спорідненості з сикхізмом. Це включає не тільки шанування сикхських гуру в приватній практиці, але й відвідування сикхських гурдвар на додаток до індуїстських храмів.
За словами Анджалі Ґера Роя, індуїстські пенджабці Західного Пенджабу оселилися подалі від батьківщини своїх предків під час поділу 1947 року, розмовляючи гібридною мовою на основі пенджабі та гінді (або гінді з пенджабі акцентом).

### Удасі
Удасі — релігійна секта аскетичних садху з центром у регіоні Пенджаб. Удасі були ключовими інтерпретаторами сикхської філософії та охоронцями важливих сикхських святинь аж до руху Акалі. Вони принесли багато навернених до сім'ї сикхів протягом XVIII та початку XIX століть. Однак їхні релігійні практики межують із синкретизмом сикхізму та індуїзму. Коли на початку ХХ століття Сінґх Сабха, де домінували сикхи Тат Халса, переосмислила ідентичність сикхів, маханти Удасі були вигнані з сикхських святинь. Відтоді удасі все частіше вважають себе індуїстами, а не сикхами.

### Нанакпантіс
Численні пенджабські індуїсти — це Нанакпанті, які шанують Гуру Нанака разом зі своїми індуїстськими божествами, але не наслідують інших гуру, і не ідентифікують себе як сикхів з точки зору релігійної приналежності; під час перепису населення Британського Пенджабу 1891 року було підраховано, що з 1,8 мільйона сикхів приблизно 579 000 були індуїстами Нанакпанті, але в пізніших класифікаціях визначення «індуїстів» і «сикхів» будуть більш точними і індуїсти нанакпанті перестануть вважатися «сикхами».

### Арья Самадж
Арья Самадж була індуїстською реформістською організацією, заснованою в 1870-х роках Даянандою Сарасваті, і хоча він був із Гуджарату, рух мав великий вплив серед пенджабських індусів, особливо Хатріс і Арора, Арья Самаджі були соціальними реформаторами, які прагнули просувати монотеїзму і були проти того, що вони називали «забобонами», такими як ідолопоклонство, хотіли підвищити грамотність ставки (особливо для жінок) і боролися з кастовою дискримінацією.

## Храми
Пенджабські індуїстські храми історично мали різні назви залежно від пов'язаної конфесії, наприклад Шивала (храм шиваїстів), Девідвара (храм шактистів) або Тхакурдвара (храм вайшнавістів). У комплексах Тхакурдвара часто був мавзолей самад (самадхі), присвячений засновнику храму, і дхарамсала (будівля для розміщення паломників і аскетів, таких як байрагі). Девідвари були присвячені поклонінню деві (богиням). Храми часто мають різні божества як центральний фокус у формі мурті (ідола), але в цьому відношенні немає загальної одноманітності. Індуїстські практики поклоніння в храмі мають більш індивідуалістичний характер, а не конгрегаційний.

### Архітектура
У головній кімнаті або зоні храму буде розміщено божество у формі мурті, і цей простір відомий як garbha griha (sanctum sanctorum), що є «серцем» або самою внутрішньою точкою храму. Крім того, є прохід, який дозволяє обходити простір garbha griha, що є вимогою після молитви. Архітектурно, як правило, над гарбха грихою побудовано купол або шпиль. Іншою особливістю є невеликий прохід, який називається антрала (вестибюль), який з'єднує між собою простори гарбха-гріха та мандапа (зал на колонах). Мандапа — це павільйон, який дозволяє відданим збиратися. Храми будуються на підвищеній сходовій платформі з одним входом, а вхідний ґанок називається ardh-mandapa.

## Уточнення
1. 1 2  “Хоча пенджабці становлять лише двадцять чотири відсотки населення столиці, в середньому вони займають п'ятдесят три відсотки наявних керівних посад."[5]:54
2. ↑  Пенджабські індуси становлять від 24 до 35% населення Делі, за оцінками 1991 і 2015 років..[5][6] За даними офіційного перепису населення 2011 року, із загальної кількості населення 16 787 941 осіб, це становить від 4 029 106 до 5 875 779 осіб.[1]
3. 1 2  “Найважливішою групою серед поселенців є пенджабці, які, за оцінками, становлять близько 35% населення."[6]
4. 1 2  Пенджабські індуси становлять від 8 до 10% населення штату Хар'яна, згідно з оцінками 2014, 2019 і 2024 років.[2][4][3] Based on the 2011 official census counts out of a total population of 25,351,462, this amounts to between 2,028,117 and 2,535,146 persons.
5. ↑  Michaels, (2004, с. 38): "Спадщина ведичної релігії в індуїзмі зазвичай переоцінюється. Вплив міфології дійсно великий, але релігійна термінологія значно змінилася: всі ключові терміни індуїзму або не існують у ведичній мові, або мають зовсім інше значення. Релігія Вед не знає етизованої міграції душі з відплатою за вчинки («карма»), циклічної руйнації світу чи ідеї спасіння за життя («дживанмукті; мокса; нірвана»); ідея світу як ілюзії («майя»), мабуть, суперечила суті стародавньої Індії, а всемогутній бог-творець з'являється лише в пізніх гімнах Рґведи. Ведична релігія також не знала кастової системи, спалення вдів, заборони на повторний шлюб, зображень богів і храмів, поклоніння Пуджі, йоги, паломництва, вегетаріанства, святості корів, вчення про стадії життя («асрама»), або знала їх лише на етапі свого зародження. Таким чином, цілком виправдано бачити поворотний момент між ведичною релігією та індуїстськими релігіями."
Jamison, Stephanie; Witzel, Michael (1992). Vedic Hinduism (PDF). Harvard University. с. 3.: "... називати цей період ведичним індуїзмом - це contradictio in terminis, оскільки ведична релігія дуже відрізняється від того, що ми зазвичай називаємо індуїстською релігією - принаймні так само, як староєврейська релігія відрізняється від середньовічної та сучасної християнської релігії. Проте, ведичну релігію можна розглядати як попередницю індуїзму."
See also Halbfass, 1991, с. 1—2

## Подальше читання
- Talib, Gurbachan (1950). Muslim League Attack on Sikhs and Hindus in Punjab 1947. India: Shiromani Gurdwara Prabandhak Committee.
- Jalal, Ayesha (1998). Nation, Reason and Religion: Punjab's Role in the Partition of India. Economic and Political Weekly. 33 (32): 2183—2190. ISSN 0012-9976. JSTOR 4407076.